# Sephena stigmatica
Sephena stigmatica är en insektsart som beskrevs av Medler 1989. Sephena stigmatica ingår i släktet Sephena och familjen Flatidae. Inga underarter finns listade i Catalogue of Life.